# Robert Rowland
Pour les articles homonymes, voir Rowland.
Robert Andrew Rowland, né le 28 février 1966 à Bowdon (Angleterre) et mort le 23 janvier 2021 aux Bahamas, est un homme politique britannique.
En 2019 il est élu député européen du Parti du Brexit.

## Carrière politique
Aux élections européennes de 2019, Robert Rowland est, avec Nigel Farage, Belinda De Camborne Lucy et Alexandra L. Phillips, un des quatre députés du parti du Brexit élus dans la circonscription d'Angleterre du Sud-Est.